# 산테우페미아 부팔로라역
산테우페미아 부팔로라 (Sant’Eufemia Buffalora) 역은 이탈리아 북부 브레시아의 브레시아 지하철에 속한 역이자 시종착역이다. 원래 이름은 '산테우파미아' (Sant'Eufemia) 역이었으나, 부팔로라 지역과 더 가까이 위치해 있다는 점에서 두 지역명이 병기되었다.
브레시아 지하철의 서쪽 종착역이기 때문에 가장 서쪽에 위치해 있으며, 근처의 산테우페미아델라폰테, 부팔로라 지역은 물론 레차토나 그보다 좀더 먼 가바르도, 가르다호 일대 지역의 승객들도 이용한다. 역 근처에 주차장을 조성한다는 계획이 현재 진행중에 있다.

## 시설
이 역에는 다음과 같은 시설이 있다.
- 매표기

## 환승
- 버스 정류장